# My Friends (chanson des Red Hot Chili Peppers)
Pour les articles homonymes, voir My Friends.
Singles de Red Hot Chili Peppers
Warped
(1995) Aeroplane
(1996)
My Friends est le deuxième single extrait de l'album des Red Hot Chili Peppers One Hot Minute. Beaucoup pensent que la chanson se rapporte au départ de John Frusciante du groupe mais ce n'est pas encore très clair.
Le clip, réalisé par Anton Corbijn, présente les membres du groupe sur un petit bateau. Anthony Kiedis a reconnu que ce clip n'était pas très bon comme il n'est pas réaliste. Ils ont enregistré un deuxième clip, réalisé cette fois par Gavin Bowden, où on les voit dans un studio. Ce clip figure sur le DVD Greatest Hits.
Le refrain a été utilisé par Weird Al Yankovic dans son medley "The Alternative Polka" sur son album Bad Hair Day.